# Новокатенино
Новокатенино — посёлок в Карталинском районе Челябинской области России. Входит в состав Сухореченского сельского поселения.

## География
Через посёлок протекает река Сухая. Расстояние до районного центра города Карталы 26 км.

## История
Посёлок заложен 3 июня 1891 года в Могутовском станичном юрте 2-го военного отдела (Верхнеуральский уезд Оренбургской губернии).
В 1931 году организован колхоз «Красный партизан».

## Население
| 2002 | 2010 |
| ---- | ---- |
| 212  | ↘211 |

## Знаменитые люди
- Е. Базаева — телятница, участница Всесоюзной сельскохозяйственной выставки (1939, 1940; Москва).

## Улицы
- Кузнечная,
- Набережная,
- Центральная.

## Инфраструктура
- Фельдшерско-акушерский пункт.